# Standbeeld van Filips van Montmorency

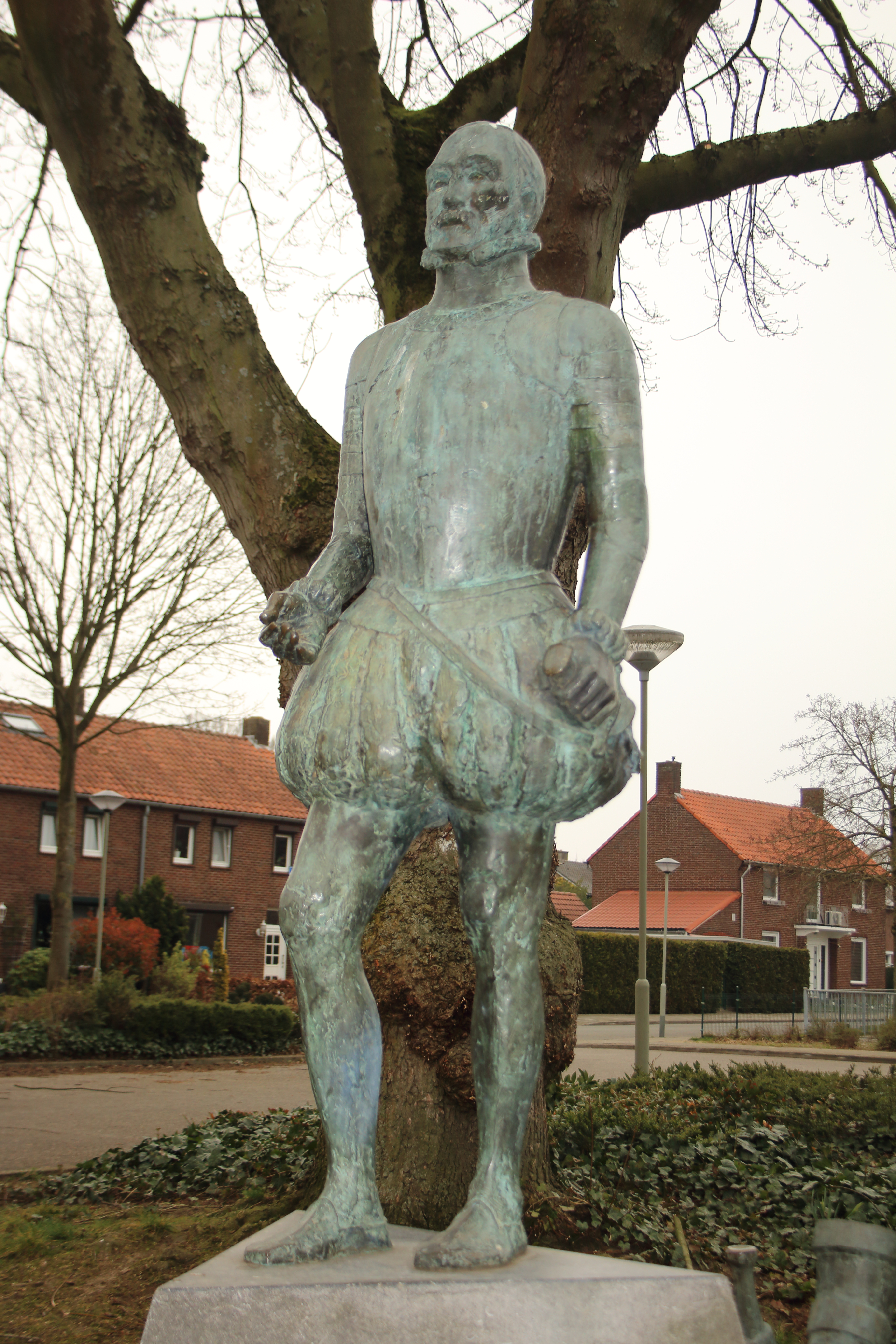
Standbeeld van Filips van Montmorency

Het standbeeld van Filips van Montmorency is een standbeeld van Filips van Montmorency (de graaf van Horne) op het Van Horneplein in het Limburgse Horn. Het beeld is gemaakt door de Hornse kunstenaar Jaac Waeyen en werd onthuld op 15 december 1990. Toen het dorp Horn in 1991 opging in de fusiegemeente Haelen, werd geprobeerd deze gebeurtenis te vereeuwigen door een standbeeld van de laatste graaf van Horne te onthullen. Het beeld stelt Philips van Horne voor op een sokkel. Rond het beeld staan verschillende jachthoorns die ook voorkomen in de naam en het wapenschild van het Huis Horne. Op de plaquette staat te lezen Philips de Montmorency graaf van Horn 1524-1568. Op de sokkel staat Phius baro de Montmorency en Comes de Horn admiralus.